# 3e cérémonie des Indiana Film Journalists Association Awards
La 3e cérémonie des Indiana Film Journalists Association Awards, décernés par l'Indiana Film Journalists Association, a eu lieu le 12 décembre 2011, et a récompensé les films réalisés dans l'année.

## Palmarès

### Top 10 des meilleurs films de l'année
Par ordre alphabétique
- The Artist[2]
  - The Descendants
  - Coriolanus
  - Drive
  - Hugo Cabret (Hugo)
  - Martha Marcy May Marlene
  - Les Muppets, le retour (The Muppets)
  - La piel que habito
  - Super 8
  - The Tree of Life

### Meilleur réalisateur
- Michel Hazanavicius pour The Artist
  - Terrence Malick pour The Tree of Life

### Meilleur acteur
- Paul Giamatti pour le rôle de Mike Flaherty dans Les Winners (Win Win)
  - Ralph Fiennes pour le rôle de Coriolan dans Coriolanus

### Meilleure actrice
- Elizabeth Olsen pour le rôle de Martha dans Martha Marcy May Marlene
  - Tilda Swinton pour le rôle d'Eva Khatchadourian dans We Need to Talk about Kevin

### Meilleur acteur dans un second rôle
- Christopher Plummer pour le rôle de Hal dans Beginners
  - Albert Brooks pour le rôle de Bernie Rose dans Drive

### Meilleure actrice dans un second rôle
- Viola Davis pour le rôle d'Aibileen Clark dans La Couleur des sentiments (The Help)
  - Amy Ryan pour le rôle de Jackie Flaherty dans Les Winners (Win Win)

### Meilleur scénario original
- Les Winners (Win Win) – Tom McCarthy
  - Margin Call – J. C. Chandor

### Meilleur scénario adapté
- The Descendants – Alexander Payne, Nat Faxon et Jim Rash
  - Le Stratège (Moneyball) – Steven Zaillian et Aaron Sorkin

### Meilleure musique de film
- The Artist – Ludovic Bource
  - Hugo Cabret (Hugo) – Howard Shore

### Meilleur film étranger
- La piel que habito •  Espagne
  - 13 Assassins (十三人の刺客) •  Japon/ Royaume-Uni

### Meilleur film d'animation
- Rango
  - Winnie l'ourson (Winnie the Pooh)

### Meilleur film documentaire
- Le Projet Nim (Project Nim)
  - Into the Abyss (Into the Abyss - A Tale of Death, A Tale of Life)

### Original Vision Award
- The Tree of Life
  - The Artist